# Lepidiota acuminata
Lepidiota acuminata är en skalbaggsart som beskrevs av Moser 1913. Lepidiota acuminata ingår i släktet Lepidiota och familjen Melolonthidae. Inga underarter finns listade i Catalogue of Life.